# Meier on Rothschild Tower
Meier on Rothschild Tower – wieżowiec na osiedlu Lew ha-Ir w mieście Tel Awiw, w Izraelu.
Budowa wieżowca rozpoczęła się w 2008.

## Dane techniczne
Budynek ma 32 kondygnacje i wysokość 144 metrów. Ma on kształt litery "L". Główną bryłę stanowi drapacz chmur, natomiast w przyległym skrzydle umieszczono centrum handlowe.
Wieżowiec wybudowano w stylu postmodernistycznym. Wzniesiono go z betonu. Elewacja jest wykonana z granitu i szkła w kolorze białym.
Budynek wykorzystywany jest nowoczesny biurowiec, przewidziano jednak umieszczenie na górnych piętrach luksusowych apartamentów mieszkalnych. W wieżowcu znajdują się dwa baseny pływackie. Jeden jest umieszczony na górnym piętrze wieżowca, a drugi jest w centrum handlowym.